# Brignoliella trifida
Brignoliella trifida là một loài nhện trong họ Tetrablemmidae.
Loài này thuộc chi Brignoliella. Brignoliella trifida được Lehtinen miêu tả năm 1981.